# Eustenancistrocerus
Eustenancistrocerus (лат.) — род одиночных ос (Eumeninae).

## Описание
От близких родов ос отличается следующими признаками: тегулы густо пунктированы, с крупными полупрозрачными точками; пронотум без претегулярных килей. Тергит I с одним поперечным килем. Средние голени с одной шпорой. Переднее крыло с первой и второй возвратными жилками, исходящими в субмаргинальной ячейке II.

## Классификация
В мировой фауне известно около 25 видов. Юго-Восточная Азия, Палеарктика, 5 видов в Афротропике.
- Eustenancistrocerus amadanensis (Saussure, 1856)
- Eustenancistrocerus askhabadensis (Rad., 1886)
- Eustenancistrocerus baluchistanensis (Cameron, 1907)
- Eustenancistrocerus blanchardianus (Saussure, 1855)
- Eustenancistrocerus egidae (Giordani Soika, 1936)
- Eustenancistrocerus haarlovi Giordani Soika, 1962
- Eustenancistrocerus inconstans (Saussure, 1863)
- Eustenancistrocerus iratus Giordani Soika, 1990
- Eustenancistrocerus israelensis Giordani Soika, 1952
- Eustenancistrocerus jerichoensis (Schulthess, 1928)
- Eustenancistrocerus jucundus Giordani Soika 1962
- Eustenancistrocerus khuzestanicus Giordani Soika, 1970
- Eustenancistrocerus lufirae Meade-Waldo, 1915
- Eustenancistrocerus malus Giordani Soika, 1970
- Eustenancistrocerus nilensis (Giordani Soika, 1935)
- Eustenancistrocerus parazairensis (Giordani Soika, 1934)
- Eustenancistrocerus pharaoh (Saussure, 1863)
- Eustenancistrocerus roubaudi (Bequaert, 1916)
- Eustenancistrocerus spinosissimus Gusenleitner, 2000
- Eustenancistrocerus spinosus Gusenleitner, 1998
- Eustenancistrocerus sulcithorax Giordani Soika, 1970
- Eustenancistrocerus tegularis (Moravitz, 1885)
- Eustenancistrocerus transitorius (Morawitz 1867)